# 柯柯站
柯柯站，位于中华人民共和国青海省海西蒙古族藏族自治州乌兰县柯柯镇，是青藏铁路上的火车站，建于1979年，由青藏铁路公司管辖。

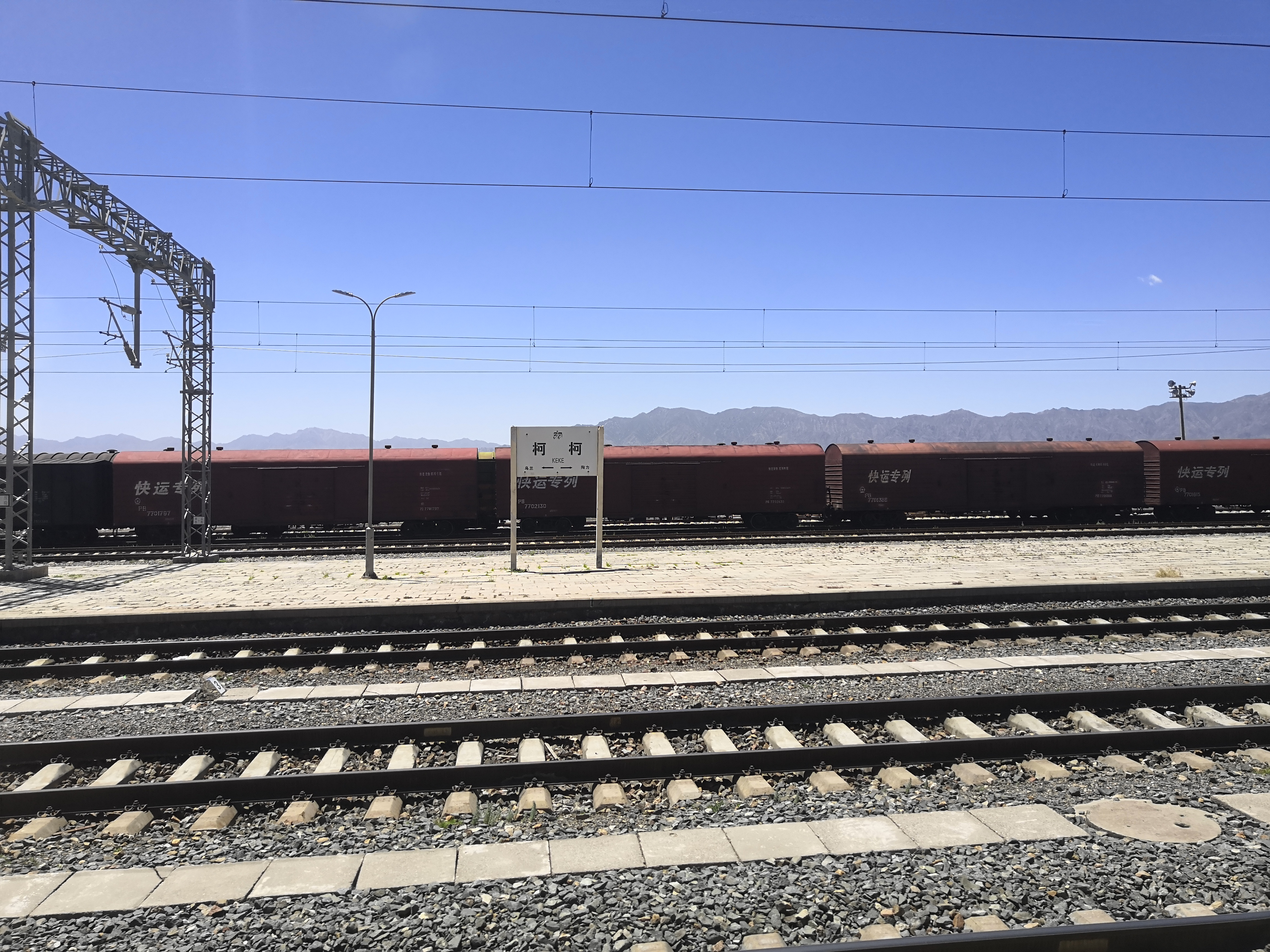
2020年，列车上抓拍的柯柯站站场与站牌

## 車站周邊
- 柯柯镇人民政府
- 柯柯汽车站
- 乌兰县第三中学
- 茶德高速公路

## 歷史
- 建于1979年。

## 外部連結
- 中国铁路客户服务中心 （页面存档备份，存于）